# Іейн Дауї
Іейн Дауї (англ. Iain Dowie, нар. 9 січня 1965, Гатфілд) — північноірландський футболіст, що грав на позиції нападника за низку англійських клубних команд, а також національну збірну Північної Ірландії. По завершенні ігрової кар'єри — тренер.

## Клубна кар'єра
У дорослому футболі дебютував 1983 року виступами за аматорську команду «Чесгант», в якій провів два сезони, після чого на рівні сьомого і шостого англійських дивізіонів грав за «Сент-Олбанс Сіті» та «Гендон».
1988 року був запрошени відразу до вищолігової команди, «Лутон Тауна», де спочатку був резервним нападником та навіть ненадовго віддавався в оренду до третьолігового «Фулгема», але в сезоні 1989/90 отримав стабільне місце в основному складі і регулярно відзначався забитими голами.
1991 року перейшов до «Вест Гем Юнайтед», одного з лідерів другого англійського дивізіону, а пізніше того ж року уклав контракт із «Саутгемптоном», у складі якого провів наступні три з половиною сезони, протягом яких команда успішно боролося за збереження місця у найвищому дивізіоні першості Англії.
Частину 1995 року провів у «Крістал Пелес», після чого повернувся до «Вест Гем Юнайтед», на той час вже представника елітного дивізіону, де провів два роки.
Заершував ігрову кар'єру у друголіговому «Квінз Парк Рейнджерс», кольори якого захищав протягом 1998–2001 років.

## Виступи за збірну
Завдяки походженню батька, який народився в Белфасті, мав право на рівні збірних захищати кольори Північної Ірландії і 1990 року дебютував в офіційних матчах у складі її національної збірної.
Загалом протягом кар'єри в національній команді, яка тривала 11 років, провів у її формі 59 матчів, забивши 12 голів.

## Кар'єра тренера
Перший досвід тренерської роботи отримав 1998 року, коли, граючи за «Квінз Парк Рейнджерс», деякий час виконував обов'язки головного тренера команди.
Згодом став помічником Міка Вадсворта у тренерському штабі «Олдем Атлетика», а невдовзі змінив останнього на позиції головного тренера.
Протягом 2003–2006 років був головним тренером «Крістал Пелес», після чого ненадовго очолив «Чарльтон Атлетік», у 2007–2008 роках працював із «Ковентрі Сіті», а 2008 року повертався на тренерський місток «Квінз Парк Рейнджерс».
2009 року був помічником головного тренера Алана Ширера в «Ньюкасл Юнайтед», а наступного року деякий час був головним тренером у «Галл Сіті».
| Дата       | Місто      | Господарі         | Результат | Гості             | Турнір            | Голи | Примітки |
| ---------- | ---------- | ----------------- | --------- | ----------------- | ----------------- | ---- | -------- |
| 27-3-1990  | Белфаст    | Північна Ірландія | 2 – 3     | Норвегія          | товариський матч  | -    | 76'      |
| 18-5-1990  | Белфаст    | Північна Ірландія | 1 – 0     | Уругвай           | товариський матч  | -    |          |
| 12-9-1990  | Белфаст    | Північна Ірландія | 0 – 2     | Югославія         | Відбір до ЧЄ 1992 | -    | 68'      |
| 12-9-1990  | Белфаст    | Північна Ірландія | 1 – 1     | Данія             | Відбір до ЧЄ 1992 | -    |          |
| 14-11-1990 | Відень     | Австрія           | 0 – 0     | Північна Ірландія | Відбір до ЧЄ 1992 | -    | 62'      |
| 27-3-1991  | Белград    | Югославія         | 4 – 1     | Північна Ірландія | Відбір до ЧЄ 1992 | -    |          |
| 1-5-1991   | Белфаст    | Північна Ірландія | 1 – 1     | Фарерські острови | Відбір до ЧЄ 1992 | -    | 83'      |
| 11-9-1991  | Ландскруна | Фарерські острови | 0 – 5     | Північна Ірландія | Відбір до ЧЄ 1992 | -    |          |
| 16-10-1991 | Белфаст    | Північна Ірландія | 2 – 1     | Австрія           | Відбір до ЧЄ 1992 | 1    |          |
| 13-11-1991 | Оденсе     | Данія             | 2 – 1     | Північна Ірландія | Відбір до ЧЄ 1992 | -    | 66'      |
| 9-2-1992   | Глазго     | Шотландія         | 1 – 0     | Північна Ірландія | товариський матч  | -    | 46'      |
| 28-4-1992  | Белфаст    | Північна Ірландія | 2 – 2     | Литва             | Відбір до ЧС 1994 | -    | 80'      |
| 9-9-1992   | Белфаст    | Північна Ірландія | 3 – 0     | Албанія           | Відбір до ЧС 1994 | -    |          |
| 17-2-1993  | Тирана     | Албанія           | 1 – 2     | Північна Ірландія | Відбір до ЧС 1994 | -    | 73'      |
| 31-3-1993  | Дублін     | Ірландія          | 3 – 0     | Північна Ірландія | Відбір до ЧС 1994 | -    |          |
| 28-4-1993  | Севілья    | Іспанія           | 3 – 1     | Північна Ірландія | Відбір до ЧС 1994 | -    |          |
| 25-5-1993  | Вільнюс    | Литва             | 0 – 1     | Північна Ірландія | Відбір до ЧС 1994 | 1    |          |
| 2-6-1993   | Рига       | Латвія            | 1 – 2     | Північна Ірландія | Відбір до ЧС 1994 | -    |          |
| 8-9-1993   | Белфаст    | Північна Ірландія | 2 – 0     | Латвія            | Відбір до ЧС 1994 | -    |          |
| 13-10-1993 | Копенгаген | Данія             | 1 – 0     | Північна Ірландія | Відбір до ЧС 1994 | -    |          |
| 17-11-1993 | Белфаст    | Північна Ірландія | 1 – 1     | Ірландія          | Відбір до ЧС 1994 | -    | 71'      |
| 23-3-1994  | Белфаст    | Північна Ірландія | 2 – 0     | Румунія           | товариський матч  | -    | 76'      |
| 20-4-1994  | Белфаст    | Північна Ірландія | 4 – 1     | Ліхтенштейн       | Відбір до ЧЄ 1996 | 1    | 78'      |
| 4-6-1994   | Маямі      | Колумбія          | 2 – 0     | Північна Ірландія | товариський матч  | -    | 46'      |
| 12-6-1994  | Бостон     | Мексика           | 3 – 0     | Північна Ірландія | товариський матч  | -    | 46'      |
| 12-10-1994 | Відень     | Австрія           | 1 – 2     | Північна Ірландія | Відбір до ЧЄ 1996 | -    | 74'      |
| 16-11-1994 | Белфаст    | Північна Ірландія | 0 – 4     | Ірландія          | Відбір до ЧЄ 1996 | -    |          |
| 29-3-1995  | Дублін     | Ірландія          | 1 – 1     | Північна Ірландія | Відбір до ЧЄ 1996 | 1    |          |
| 26-4-1995  | Рига       | Латвія            | 0 – 1     | Північна Ірландія | Відбір до ЧЄ 1996 | 1    | 81'      |
| 22-5-1995  | Едмонтон   | Канада            | 2 – 0     | Північна Ірландія | товариський матч  | -    | 77'      |
| 25-5-1995  | Едмонтон   | Чилі              | 2 – 1     | Північна Ірландія | товариський матч  | 1    | 79'      |
| 7-6-1995   | Белфаст    | Північна Ірландія | 1 – 2     | Ірландія          | Відбір до ЧЄ 1996 | 1    | 67'      |
| 3-9-1995   | Порту      | Португалія        | 1 – 1     | Північна Ірландія | Відбір до ЧЄ 1996 | -    | 34' 77'  |
| 15-11-1995 | Белфаст    | Північна Ірландія | 5 – 3     | Австрія           | Відбір до ЧЄ 1996 | 1    | 80'      |
| 27-3-1996  | Белфаст    | Північна Ірландія | 0 – 2     | Норвегія          | товариський матч  | -    | 86'      |
| 29-5-1996  | Белфаст    | Північна Ірландія | 1 – 1     | Німеччина         | товариський матч  | -    |          |
| 31-8-1996  | Белфаст    | Північна Ірландія | 0 – 1     | Україна           | Відбір до ЧС 1998 | -    |          |
| 5-10-1996  | Белфаст    | Північна Ірландія | 1 – 1     | Вірменія          | Відбір до ЧС 1998 | -    | 21'      |
| 9-11-1996  | Нюрнберг   | Німеччина         | 1 – 1     | Північна Ірландія | Відбір до ЧС 1998 | -    | 76'      |
| 14-12-1996 | Белфаст    | Північна Ірландія | 2 – 0     | Албанія           | Відбір до ЧС 1998 | 2    | 90'      |
| 29-3-1997  | Белфаст    | Північна Ірландія | 0 – 0     | Португалія        | Відбір до ЧС 1998 | -    |          |
| 2-4-1997   | Київ       | Україна           | 2 – 1     | Північна Ірландія | Відбір до ЧС 1998 | 1    |          |
| 30-4-1997  | Єреван     | Вірменія          | 0 – 0     | Північна Ірландія | Відбір до ЧС 1998 | -    |          |
| 21-5-1997  | Бангкок    | Таїланд           | 0 – 0     | Північна Ірландія | товариський матч  | -    | 60'      |
| 10-9-1997  | Цюрих      | Албанія           | 1 – 0     | Північна Ірландія | Відбір до ЧС 1998 | -    |          |
| 11-10-1997 | Лісабон    | Португалія        | 1 – 0     | Північна Ірландія | Відбір до ЧС 1998 | -    |          |
| 25-3-1998  | Белфаст    | Північна Ірландія | 1 – 0     | Словаччина        | товариський матч  | -    |          |
| 22-4-1998  | Белфаст    | Північна Ірландія | 1 – 0     | Швейцарія         | товариський матч  | -    |          |
| 3-6-1998   | Сантандер  | Іспанія           | 4 – 1     | Північна Ірландія | товариський матч  | -    | 60'      |
| 5-9-1998   | Стамбул    | Туреччина         | 3 – 0     | Північна Ірландія | Відбір до ЧЄ 2000 | -    |          |
| 10-10-1998 | Белфаст    | Північна Ірландія | 1 – 0     | Фінляндія         | Відбір до ЧЄ 2000 | -    | 79'      |
| 18-11-1998 | Белфаст    | Північна Ірландія | 2 – 2     | Молдова           | Відбір до ЧЄ 2000 | 1    |          |
| 27-3-1999  | Белфаст    | Північна Ірландія | 0 – 3     | Німеччина         | Відбір до ЧЄ 2000 | -    |          |
| 31-3-1999  | Кишинів    | Молдова           | 0 – 0     | Північна Ірландія | Відбір до ЧЄ 2000 | -    | 22'      |
| 29-5-1999  | Белфаст    | Північна Ірландія | 1 – 1     | Канада            | товариський матч  | -    | 73'      |
| 3-6-1999   | Дублін     | Північна Ірландія | 0 – 1     | Північна Ірландія | товариський матч  | -    | 46'      |
| 18-8-1999  | Белфаст    | Північна Ірландія | 0 – 1     | Франція           | товариський матч  | -    | 55'      |
| 4-9-1999   | Белфаст    | Північна Ірландія | 0 – 3     | Туреччина         | Відбір до ЧЄ 2000 | -    | 77'      |
| 8-9-1999   | Дортмунд   | Німеччина         | 4 – 0     | Північна Ірландія | Відбір до ЧЄ 2000 | -    | 46'      |
| Усього     |            | Матчів            | 59        |                   | Голів             | 12   |          |